# لیپووا (ناحیه خب)
لیپووا (به چکی: Lipová) یک منطقهٔ مسکونی در جمهوری چک است که در ناحیه خب واقع شده‌است. لیپووا ۷۰۷ نفر جمعیت دارد و ۵۰۶ متر بالاتر از سطح دریا واقع شده‌است.